# 托里切拉韦尔扎泰
托里切拉韦尔扎泰（義大利語：Torricella Verzate），是意大利帕维亚省的一个市镇。总面积3.55平方公里，人口832人，人口密度234.4人/平方公里（2009年）。国家统计（ISTAT）代码为018161。